# Memoria immunologica
La memoria immunologica consiste nel fatto che l'organismo è in grado di “ricordare” un precedente contatto con un antigene e di reagire ad un secondo contatto con esso più prontamente e con maggiore intensità.
Le reazioni immunitarie, benché rappresentino per i vertebrati un importante fattore di sopravvivenza in un ambiente ricco di microrganismi ostili, sono una “lama a doppio taglio” poiché in determinate occasioni possono risultare nocive allo stesso organismo che le ha messe in atto; infatti, alcune forme di ipersensibilità, dovute a reazioni immunitarie, possono condurre a morte l'individuo anche in tempi brevissimi (ad esempio assunzione di tonno in un individuo ad esso allergico).